# Totjärnen (Njutångers socken, Hälsingland)
Totjärnen är en sjö i Hudiksvalls kommun i Hälsingland och ingår i Nianåns huvudavrinningsområde.